# Blindcrake
Blindcrake är en by och en civil parish i Cumbria i England. Orten har 287 invånare (2001).